# Arbetsmarknadsavgift
Arbetsmarknadsavgiften är en arbetsgivaravgift och en egenavgift som betalas på lön och regleras i två lagar
1. Socialavgiftslag (SFS 2000:980) § 26 (2 kap) och § 13 (3 kap) som fastställer arbetsmarknadsavgiftens storlek, för närvarande (2023) 2,64 procent i arbetsgivaravgift respektive 0,1 procent (2020)i egenavgift.
2. Lag om fördelning av socialavgifter (2000:981) som i § 9 slår fast vad arbetsmarknadsavgiften skall finansiera.

Idag (2023) skall arbetsmarknadsavgiften finansiera:
1. arbetslöshetsersättning enligt lagen (1997:238) om arbetslöshetsförsäkring och kostnader för tillsyn av utbetalning av sådan ersättning enligt lagen (1997:239) om arbetslöshetskassor,
2. aktivitetsstöd till den som tar del av ett arbetsmarknadspolitiskt program, under förutsättning att personen uppfyller villkoren för inkomstrelaterad ersättning enligt lagen om arbetslöshetsförsäkring,
3. kostnader enligt lönegarantilagen (1992:497), och
4. sådana statliga ålderspensionsavgifter enligt lagen (1998:676) om statlig ålderspensionsavgift som betalas på ersättningarna ovan.

Systemet med arbetsmarknadsavgiften infördes genom de förändringar som genomfördes efter förslag av den så kallade ARBOM-utredningen (SOU 1996:150). Tanken var att kostnaderna för arbetslöshetsförsäkringen och den övriga arbetsmarknadspolitiken inte skulle belasta statsbudgeten.
Arbetsmarknadsavgiften har kritiserats därför att den uttagna avgiften kraftigt överskrider de kostnader den ska täcka samtidigt som allt fler når taket för t.ex. arbetslöshetsersättning. . 2010 tog staten in 55,4 miljarder på avgiften varav endast omkring 32 miljarder användes till de avsedda ändamålen.